# Jean Pierre Pouget
Pour les articles homonymes, voir Pouget.
 (juillet 2019).
Si vous disposez d'ouvrages ou d'articles de référence ou si vous connaissez des sites web de qualité traitant du thème abordé ici, merci de compléter l'article en donnant les références utiles à sa vérifiabilité et en les liant à la section « Notes et références ».
Jean Pierre Pouget, né le 5 octobre 1761 à Péret dans l'Hérault et mort le 7 février 1825 à Montpellier dans ce même département, est un général français de la Révolution et de l’Empire.

## Biographie
Il entre en service le 17 août 1789 comme capitaine dans la Garde nationale de Carcassonne. En 1790, il est aide de camp du général commandant celles du département de l’Aude. Le 10 novembre 1791, il est élu lieutenant-colonel au 1er bataillon de volontaires de l’Aude, et le 16 avril 1793 il passe adjudant-général chef de brigade à l’état-major général.
Il est promu général de brigade le 27 septembre 1793 ; le 9 octobre suivant, il prend la fonction de chef de l’état-major général de l’armée des Alpes. Il est élevé au grade de général de division provisoire le 24 mars 1794 à l’état-major général, nomination approuvée le 14 novembre 1794. Le 13 juin 1795, il n’est pas compris dans la réorganisation des états-majors et est employé comme général de brigade. Vainqueur au col de la Croix à la Novalaise le 19 octobre 1795, il commande la ville de Lyon et le département du Rhône le 28 août 1797. Il est attaché le 12 septembre 1797 à la 7e division militaire et rejoint l’armée d’Helvétie le 13 août 1798 comme commandant de Lausanne.
Le 27 septembre 1798, Pouget passe à l’armée d’Italie pour prendre le commandement de la place et du château de Milan. Le 27 novembre de la même année, il devient commandant des départements des Basses-Alpes et des Alpes-Maritimes. Le 1er septembre 1799, il retourne à l’armée d’Italie et commande la 5e division d’infanterie à la droite du corps du général Suchet en juin 1800. Le 28 avril 1801, il commande la place de Mantoue avant d'être employé à la 27e division militaire le 23 septembre 1801. Le 11 décembre 1803, il est fait chevalier de la Légion d’honneur, puis commandeur de l’ordre le 14 juin 1804. Le 19 mai 1805, il commande le département de Sesia, et le 10 mars 1806 il retourne à la 27e division militaire pour prendre en septembre le commandement de Parme.
En juin 1808, Pouget est affecté à la 28e division militaire. Le 12 décembre 1808, il rejoint le IVe corps du général Sébastiani. Le 20 mars 1809, il prend le commandement de la 2e brigade de la 5e division d’infanterie à l’armée d’Italie mais est fait prisonnier à Leoben le 3 juillet. Libéré sur parole le 15 août suivant, il est créé baron de l’Empire le jour même, mis en non activité le 23 octobre avant de retourner à la 28e division militaire le 30 novembre 1809.
Le 20 avril 1811, il commande la 2e brigade de la 3e division d’infanterie du général Partouneaux, puis reprend ses fonctions à la 28e division militaire le 1er juillet. Disponible le 5 août 1812, il prend le commandement de la 12e brigade des gardes nationales le 8 septembre 1812 et commande le département de l’Aude à partir du 16 mai 1813.
Lors de la Première Restauration, le roi Louis XVIII le fait chevalier de Saint-Louis le 5 octobre 1814. Pendant les Cent-Jours, il est élu le 8 mai 1815 député de l’Aude et est remis en non activité le 24 juillet 1815. Le 30 décembre 1818, il est compris comme disponible dans le cadre de l’état-major général de l’armée, devient lieutenant du roi de 2e classe de la place de Besançon le 31 mars 1819 et passe en cette qualité à Perpignan le 2 août 1820. Il est finalement mis à la retraite le 21 août 1822.
Le général Pouget meurt le 7 février 1825, à Montpellier.
Par erreur on a fait une confusion : il s'agit du général de brigade baron de l'Empire François René Cailloux dit Pouget (1767-1851) dont le nom se trouve inscrit sur l'Arc de Triomphe de l'Etoile de Paris et non son homonyme Jean-Pierre Pouget (1761-1825).
Donataire
- Le 15 août 1809, une rente de 4 000 francs sur la ville de Rome.

## Armoiries
| Figure | Nom du baron et blasonnement |
| ------ | --- |
|        | Armes du baron Jean Pierre Pouget et de l'Empire, décret du 15 août 1809, lettres patentes du 12 novembre 1811, commandeur de la Légion d'honneur D'azur à la barre d'argent chargée de trois grenades de sable enflammées de gueules et accompagnée de deux étoiles d'or, une en chef une en pointe : franc-quartier des barons tirés de l'armée brochant au neuvième de l'écu - Livrées : les couleurs de l'écu. |